# Festival du livre jeunesse du Havre
Vous pouvez aider à l'améliorer ou bien discuter des problèmes sur sa page de discussion.
- Il ne s’appuie pas, ou pas assez, sur des sources secondaires ou tertiaires. (Marqué depuis septembre 2014)
- Il est à actualiser. Certains passages sont obsolètes ou annoncent des événements désormais passés. (Marqué depuis septembre 2014)

- Archive Wikiwix
- Bing
- Cairn
- DuckDuckGo
- E. Universalis
- Gallica
- Google
- G. Books
- G. News
- G. Scholar
- Persée
- Qwant
- (zh) Baidu
- (ru) Yandex
- (wd) trouver des œuvres sur Wikidata

Le Festival du Livre Jeunesse du Havre est une manifestation dédiée à la littérature jeunesse qui se déroule au Havre (France). Il est organisé tous les ans au printemps, actuellement au sein des Docks Café. La dernière édition a eu lieu les 24 et 25 avril 2010 sur le thème « Gourmandises ».

## Historique et présentation

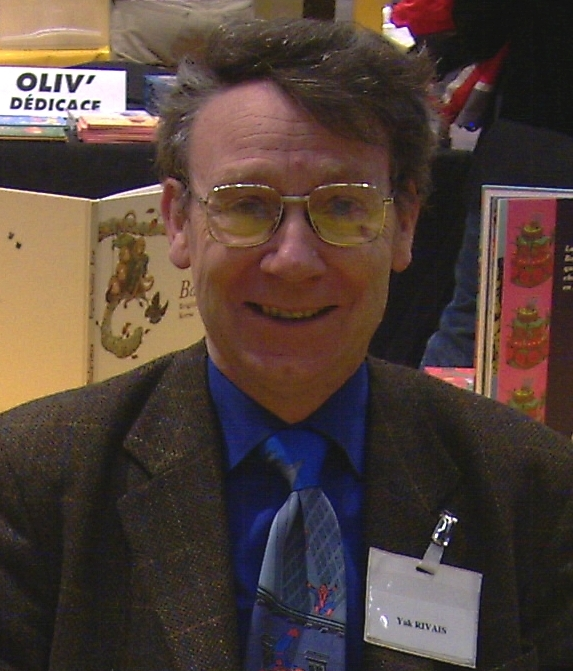
Yak Rivais, lors de sa venue en 2006

Le Festival du Livre Jeunesse a vu le jour en 2006 grâce à l'association Ça s'passe au Quai. Cette dernière organisait au sein du quartier Danton diverses manifestations autour du livre à destination des enfants. La création d'un tel festival était donc la suite logique de ces activités.
Au départ, le Festival était organisé dans la salle Franklin afin de rester au sein du quartier Danton. Ensuite, l'ensemble a déménagé dans les Docks Café.
Pour son organisation, l'association s'entoure de différents partenaires institutionnels (Ville du Havre, Conseil départemental de la Seine-Maritime, CAF du Havre) et privés (Les Docks, Novotel). Selon le thème du Festival, d'autres partenaires s'associent aussi ponctuellement. Ainsi, en 2008, Harmonia Mundi et le Port du Havre illustraient « La Musique et la Mer ». En 2007, le Goethe-Institut présentait le thème sur l'Allemagne.
Selon les années, le Festival dure deux à trois jours. Le moment fort est bien évidemment la rencontre entre le public et différents auteurs et illustrateurs de littérature jeunesse. À ce propos, il faut noter la présence, à chaque édition, de Yak Rivais qui est désormais un fidèle habitué de ce rendez-vous.

## Objectifs du Festival
Depuis sa première édition, le Festival vise plusieurs objectifs :
- Mettre en relation le jeune public et le livre : rencontrer des auteurs et des illustrateurs est le meilleur moyen aux enfants de s'approprier un livre.
- Promouvoir l'édition et l'écriture régionale : que ce soit au Havre, en Seine-Maritime ou en Haute-Normandie, de nombreux acteurs du livre sont présents et méritent d'être connus et reconnus.
- Faire connaître le tissu associatif havrais : le Festival offre un large espace aux associations culturelles.

## Activités
- Rencontre avec des auteurs et des illustrateurs
- Découverte de maisons d'édition (régionales et nationales)
- Animations autour du livre : lecture à voix haute, contes, jeux, coin bibliothèque...
- Animations autour du thème. Ainsi, en 2008, sur le thème « La Musique et la Mer », le Muséum d'Histoire Naturelle proposait un atelier sur les courants marins.
- Expositions en rapport avec le thème. Ainsi, en 2007, sur le thème de l'Allemagne, le Goethe-Institut offrait la possibilité de découvrir les nouveaux talents de la littérature jeunesse allemande.
- Concours de nouvelles et d'illustrations proposés aux enfants.
- Animations d'auteurs et d'illustrateurs auprès de scolaires.
- Conférences
- Concerts

## Présentation des différentes éditions

### Première édition
Pour sa première édition les 8 et 9 avril 2006, le Festival du Livre Jeunesse du Havre s'installe au sein de la salle Franklin située dans le périmètre habituel de l'association. Différentes activités sont aussi organisées dans les locaux de la librairie partenaire.
Les auteurs présents : Christophe Choment, Jak, Nanou, Oliv', Yak Rivais
Les maisons d'édition présentes : Autrement, Belin, Fleurus, Mango, Nathan, Petit à Petit, Le Pommier, Ricochet

### Deuxième édition
Toujours au sein de la salle Franklin, la deuxième édition, qui se déroule le 30 et 31 mars 2007, inaugure l'habitude d'attribuer un thème tous les ans. Cette deuxième édition ayant pris pour thème l'Allemagne.
Les auteurs présents : Émilie Béchat, Tieri Briet, Georges Lemoine, François Mathieu, Hervé Mineur, Christiane Morisset Andersen, Yak Rivais, Anaïs Ruch, Charlotte Sjöstrand, Simone Wahl
Les maisons d'édition présentes : Actes Sud Junior, Airvey, Altiplano, Autrement, Charles Corlet, Didier Jeunesse, Gecko, Gründ, Hatier, Ma Petite Crokette, Nathan, Normandie Junior, Où sont les Enfants, Le Pommier, Rageot, Rue du monde

### Troisième édition
Grâce à l'envergure prise par le Festival, les organisateurs décident de déménager au sein des Docks Café pour cette édition qui se déroule le 25, 26 et 27 avril 2008. L'espace gagné permet d'augmenter sensiblement le nombre d'invités. Le thème est La Musique et la Mer.
Les auteurs présents : Nathalie Almeida, Caroline Bally, Michèle Bayar, Serge Boistelle, Yves Boistelle, Hervé Chabannes, Nicolas Debon, Alexis Delahaye, Stéphanie Lagalle, Gilles Lerouvillois, Christiane Morisset Andersen, Roshanak Ostad, Bernadette Pourquié, Ritsert Rinsma, Yak Rivais, Bruno Robert, Cécile-Anne Sibout, Charlotte Sjöstrand, Yan Thomas, Nicole Tourneur, Sophie Tovagliari, Brigitte Vaultier
Les maisons d'édition présentes : Airvey, Alzabane, Arthur et Cie, Au Bout de la Rue, Autrement, Bilboquet-Valbert, L'Élan Vert, Enfance et Musique, Gulf Stream, Havre de Grâce, Le Jasmin, Mic-Mac, Oskar

### Quatrième édition
Le festival reste au Docks Café, et se déroule le 24 et 25 avril 2010, sur le thème des gourmandises.
Les auteurs présents : Pascal Alexandre, Jonathan Bousmar, Adèle Caby-Livannah, Anne Chevallier Maho, Céline Christini, Ian Dairin, Séverine Dalla, Nathalie Dujardin, Nathalie Infante, Lady Zalia, Véronique Lagny Delatour, Franck Le Melletier, Hervé Mineur, Clémence Quibel, Jeanne Quibel, Yak Rivais, Cécile Robert, Shuky, Charlotte Sjöstrand, Julie Stein, Sophie Tovagliari
Les maisons d'édition présentes : ACM, Airvey, Alzabane, Arthur et Cie, Autrement, Balivernes, Didier Jeunesse, L'Élan Vert, Enfance et Musique, Gecko, Le Geai Bleu, Henry, Le Jasmin, Kanjil, Makaka, Marie-Louise, Millefeuille, Oskar, Palette, Rageot, Sarbacane, Le Verger des Hespérides